# Бережок (Україна)
Бережо́к — село в Україні, у Турківській міській громаді Самбірського району Львівської області. Населення становить 234 особи. Орган місцевого самоврядування — Турківська міська рада.

## Населення
- 1880—212 (193 гр.-кат., 6 кат., 13 юд.)[2].
- 1921—273 мешканця.
- 1939 рік — 330 мешканців (320 українців і 10 євреїв)[3].
- 1989—974 (485 чол., 489 жін.)[4]
- 2001—234[5].

## Відомі люди
- Мотичак Роман Миколайович (1969—2014) — старший солдат ЗСУ, учасник російсько-української війни.

## Церква
Церква Святої Трійці (Святого Стефана) бойківського типу, збудована у 1871 році. Розташована на горбі в центрі села, при дорозі над Дністром. Первісно була тризрубною триверхою будівлею. У 1928 році до неї добудовано бічні рамена. Через них у своєму плані церква стала хрещатою. Хрест утворений однаковими широкими прямокутними раменами.
Верхи церкви оздоблені «сліпими» ліхтарями з маківками і хрестами. Такі ж ліхтарі вінчають трисхилі дахи добудов. Фасад храму оббитий картоном. Зруби ошальовані дошками і лиштвами, а заломи, дахи та піддашшя вкриті оцинкованою бляхою.